# Governador das Armas

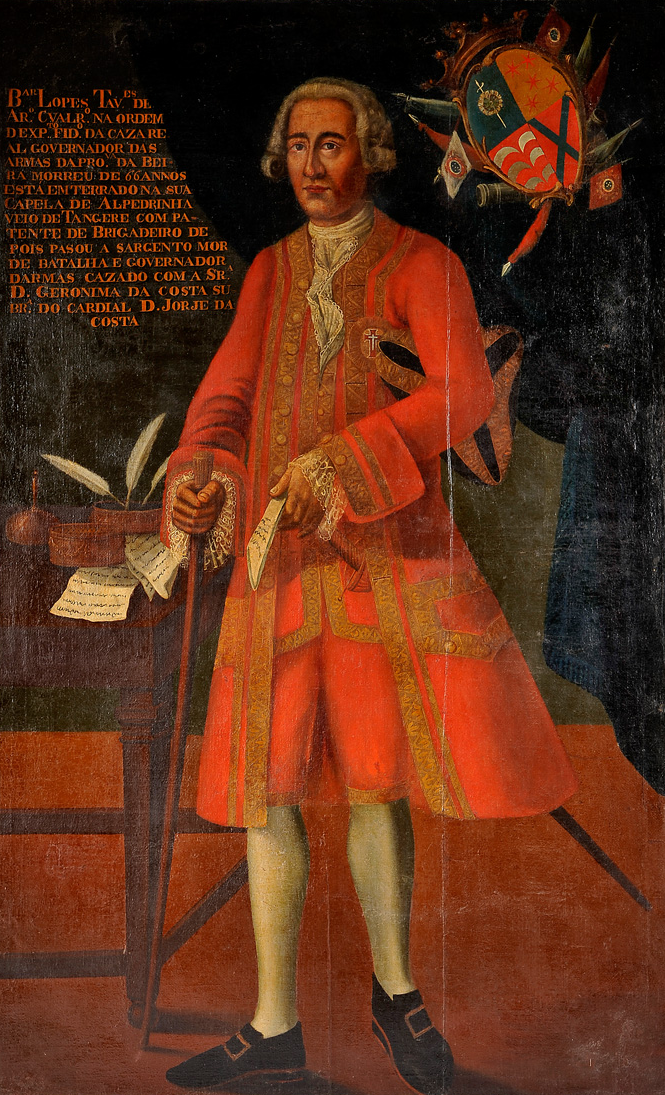
Retrato de Baltazar Lopes Tavares de Araújo, Governador das Armas da Província da Beira

Um governador das armas constituía cada um dos comandantes territoriais.
No Exército Português, entre 1641 e 1836, cada governador das armas, tinha a seu cargo um governo das armas, sendo responsável pelas tropas estacionadas numa província.
Durante as guerras da Restauração era a mais alta patente do exército português, seguindo-se-lhe, por ordem decrescente, mestre-de-campo general, general da cavalaria e general da artilharia.
Os governadores das armas sucederam aos antigos fronteiros-mores da Idade Média. Inicialmente, tinham funções operacionais semelhantes àqueles, comandando as forças provinciais do Exército, em combate. No final do século XVIII, contudo, as suas funções foram-se tornando, essencialmente administrativas, sobretudo ao nível do recrutamento e mobilização de tropas nas suas províncias.
Até 1707, para a além de uma função, o posto de governador das armas constituía também uma patente militar. A partir de então, passou a constituir apenas um cargo que deveria ser desempenhado por oficiais generais com a patente de mestre de campo general. 
Na organização administrativa de Portugal, em vigor na altura, os governos das armas eram os únicos órgãos administrativos com âmbito províncial.
Até 1751, existiam seis governadores das armas, cada qual correspondendo a cada uma das seis províncias: Entre-Douro-e-Minho, Trás-os-Montes, Beira, Estremadura (este com o título de "Governador das Armas da Corte e Província da Estremadura"), Alentejo e Algarve (com o título de "Governador e Capitão-General do Algarve" até 1816 e "Governador das Armas do Reino do Algarve" a partir de então).
Em 1751, foi criado um sétimo governo das armas, o Governo das Armas do Partido do Porto, cujo território — com prerrogativas de província — foi destacado das províncias de Entre-Douro-e-Minho e da Beira.
Os cargos de governadores, ou comandantes, das Armas foram instituídos nas províncias do Brasil a partir de 1821, ainda colônia portuguesa mas por pouquíssimo tempo, com a incumbência de administrar e organizar as forças militares. 
Em 1836, o Exército Português foi organizado em divisões militares territoriais, que assumiram as funções dos governos das armas, sendo os mesmos extintos.